# Microchilus putumayoensis
Microchilus putumayoensis är en orkidéart som beskrevs av Paul Ormerod. Microchilus putumayoensis ingår i släktet Microchilus och familjen orkidéer. Inga underarter finns listade i Catalogue of Life.